# 소상공인시장진흥공단
소상공인시장진흥공단(小商工人市場進興公團, Small Enterprise and Market Service)은 소상공인 육성과 전통시장·상점가 지원 및 상권활성화를 위해 설립된 대한민국 중소벤처기업부 산하의 위탁집행형 준정부기관으로, 소상공인과 전통시장을 보다 체계적이고 효과적으로 지원하기 위해 2014년부터 '소상공인진흥원'과 '시장경영진흥원'을 통합하여 출범하였다. 짧게 소진공이라 부르기도 하며, 영문으로는 SEMAS(Small Enterprise And Market Service)로 쓴다. 대전광역시 중구 보문로 246에 위치해 있다.

## 주요 기능 및 역할
- 소상공인 및 예비창업자를 위한 정보·교육지원
- 소상공인의 창업 및 경영정보 제공을 위한 방송 운영
- 소상공인 협동조합 활성화, 공동구매, 유통물류센터 구축 등 소상공인 상호간 협업화·조직화 지원
- 온누리상품권 발행 및 문화관광형시장 육성
- 소상공인 및 전통시장 활성화를 위한 조사, 정책개발
- 그 밖에 소상공인·전통시장 육성시책의 효율적인 수립·추진을 위하여 중소기업청장이 필요하다고 인정하는 사업 수행

## 연혁
- 1999년 2월 10일 소상공인지원센터 설치운영(전국 10개, 지방중소기업청 운영)
- 2005년 3월 15일 시장경영지원센터 설립(재래시장육성을위한특별법)
- 2006년 5월 22일 소상공인진흥원 설립(소기업 및 소상공인 지원을 위한 특별조치법)
- 2010년 7월 1일 시장경영진흥원 전환("재래시장" 명칭을 "전통시장"으로 변경)
- 2011년 8월 25일 소상공인진흥원과 소상공인지원센터 통합
- 2013년 5월 28일 소기업 및 소상공인 지원을 위한 특별조치법 개정(공단설립근거)
- 2014년 1월 1일 소상공인진흥원과 시장경영진흥원을 통합하여 소상공인시장진흥공단 출범(소기업 및 소상공인 지원을 위한 특별조치법 제10조의 4)

## 조직
- 감사
  - 감사실

### 이사장
- 전략경영실

#### 기획관리본부
- 기획조정실
- 운영지원실
- 성과관리실
- 정보화전략실
- 서울강원지역본부
- 부산울산경남지역본부
- 대구경북지역본부
- 광주호남지역본부
- 경기인천지역본부
- 대전충청지역본부

#### 시장상권본부
- 상권육성실
- 특성화지원실
- 마케팅지원실

#### 소상공인본부
- 소공인지원실
- 협업지원실
- 유통혁신실

#### 금융사업본부
- 금융지원실
- 리스크관리실
- 채권관리실

#### 연구교육본부
- 정책연구실
- 교육지원실
- 컨설팅지원실

## 같이 보기
- 대한민국의 시장 목록